# إراستوس نيوتن بيتس
إراستوس نيوتن بيتس هو سياسي أمريكي، ولد في 29 فبراير 1828 في Plainfield, Massachusetts ‏ في الولايات المتحدة، وتوفي في 29 مايو 1898 في مينيابوليس في الولايات المتحدة. نشط حزبياً في الحزب الجمهوري. وقد انتخب عضو مجلس ولاية مينيسوتا ‏.